# Polina Tsúrskaya
Polina Ígorevna Tsúrskaya (en ruso: Полина Игоревна Цурская; nacida el 11 de julio de 2001) es una patinadora artística sobre hielo rusa retirada. Es campeona de los Juegos Olímpicos de invierno de la juventud de 2016, ganadora de la final del Grand Prix de 2015-2016 y campeona de los nacionales de Rusia de 2016 en la categoría júnior. Actualmente se inicia profesionalmente como parte del cuerpo técnico en el club sambo 70, bajo el mando de la especialista y entrenadora  Eteri Tutberidze.

## Carrera

### Primeros pasos
Tsúrskaya nació el 11 de julio de 2001 en Omsk, Rusia, tiene un hermano mayor llamado Igor. Se mudó a Moscú en el año 2013. Desde el 2005 se inició en el mundo del patinaje artístico, Tatiana Odinokova fue su primera entrenadora hasta 2013. Entrena con el equipo de Eteri Tutberidze y Sergei Dudakov. Su primera aparición en competencias fue durante el Campeonato de Rusia de 2014 en la categoría júnior, donde quedó en quinto lugar.

### Trayectoria

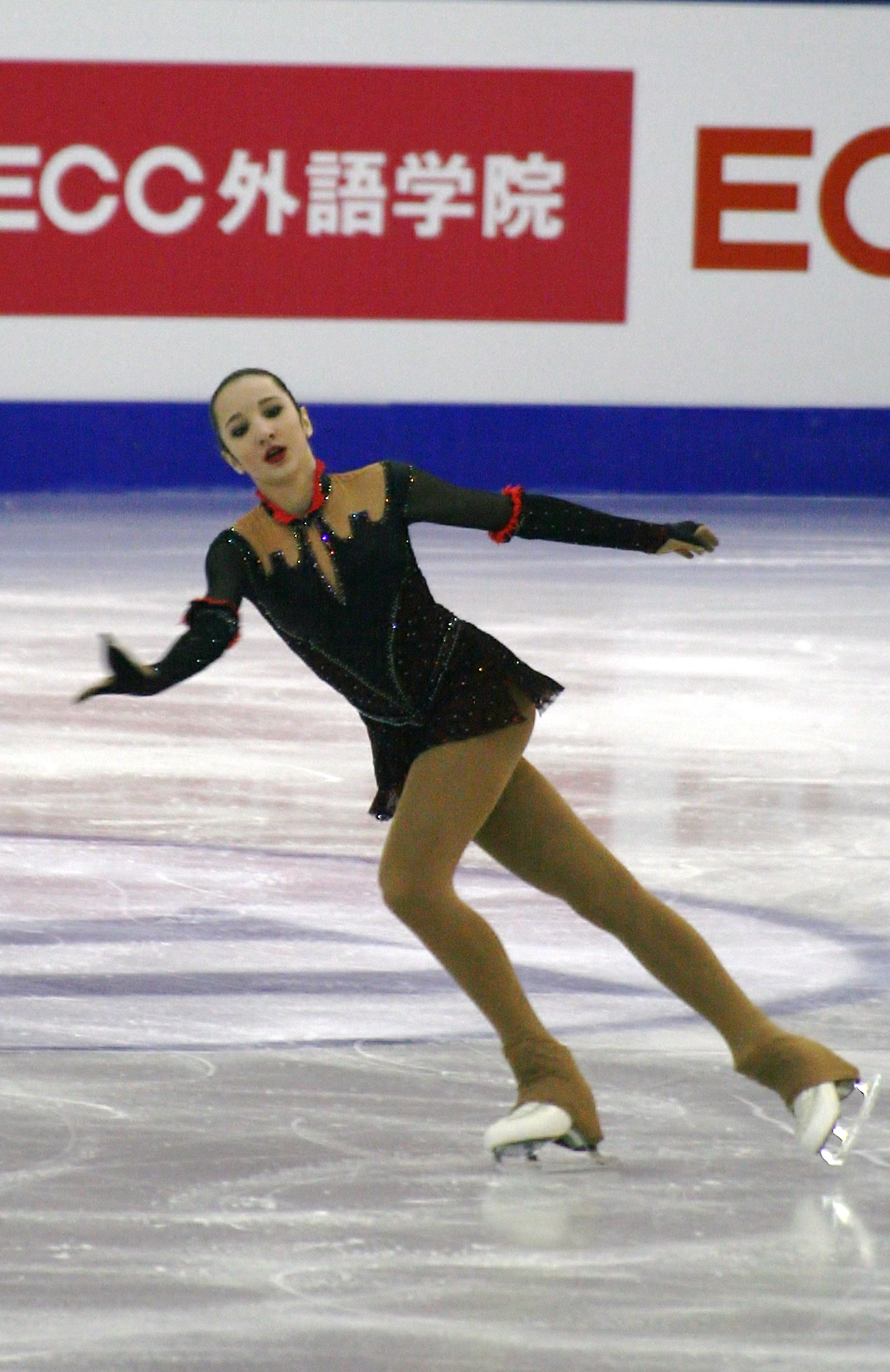
Tsúrskaya patinando en la final del Grand Prix de 2015.

Tsúrskaya hizo su debut internacional en el Júnior Grand Prix en agosto de 2015, celebrado en Eslovaquia. Terminó en primer lugar en el programa corto y libre, lo que le otorgó la medalla de oro. En la final de Grand Prix de 2015-2016 en Barcelona, ganó la medalla de oro con un puntaje personal de 195.28. En su debut como sénior quedó en cuarto lugar en el Campeonato de Rusia. En febrero de 2016 la patinadora ganó el oro en los Juegos Olímpicos de invierno en Noruega. Fue asignada al Campeonato del Mundo Júnior de 2016 pero dejó el evento debido a una lesión ocurrida durante un entrenamiento. En septiembre de 2016 Tsúrskaya ganó el oro en los eventos del Júnior Grand Prix de Rusia, quedó en primer lugar en su programa corto y segundo lugar en su programa libre. Calificó para la final del Grand Prix de Marsella pero de nuevo causó baja por una operación de rodilla programada en noviembre, regresó a su entrenamiento a finales de 2016. Anunció su retiro del patinaje competitivo en mayo de 2019.

### Programas
|           | Programa corto                                                                               | Programa libre | Exhibición                                                           |
| --------- | -------------------------------------------------------------------------------------------- | --- | -------------------------------------------------------------------- |
| 2018-2019 | And the Waltz Goes On de Anthony Hopkins (Coreografía de Nikita Mikhailov, Tatiana Tarasova) | Leningrad de William Joseph Prodigy de Kōtarō Nakagawa Live Or Die de X-Ray Dog (Coreografía de Nikita Mikhailov, Tatiana Tarasova) |                                                                      |
| 2017-2018 | Light of the Seven de Ramin Djawadi (coreografía de Daniil Gleikhengauz)                     | Song for the Little Sparrow de Patricia Kaas                                                                                        | Gatsby Believed in the Green Light de Tobey Maguire, Craig Armstrong |
| 2016–2017 | Light of the Seven de Ramin Djawadi (coreografía de Daniil Gleikhengauz)                     | February de Leonid Levashkevich (coreografía de Eteri Tutberidze)                                                                   |                                                                      |
| 2015–2016 | Adagio en G menor de Remo Giazotto, Tomaso Albinoni (coreografía de Daniil Gleikhengauz)     | Chess de Benny Andersson, Björn Ulvaeus (coreografía de Eteri Tutberidze)                                                           | I Put a Spell on You de Annie Lennox                                 |
| 2014–2015 | In the Hall of the Mountain King de Edvard Grieg (coreografía de Eteri Tutberidze)           | Chess de Benny Andersson, Björn Ulvaeus (coreografía de Eteri Tutberidze)                                                           |                                                                      |
| 2013–2014 | Between The Beats de Jeroen van Veen                                                         | Scene d'Amour de Francis Lai |                                                                      |

### Resultados detallados nivel sénior
- Las mejores marcas personales aparecen en negrita

| Temporada 2018-2019         |                              |                |                |           |
| Fecha                       | Evento                       | Programa corto | Programa libre | Total     |
| 19–23 de diciembre de 2018  | Campeonato de Rusia 2019     | 11 66.35       | 15 118.97      | 14 185.32 |
| 16–18 de noviembre de 2018  | Copa Rostelecom 2018         | 7 56.81        | 8 92.64        | 8 149.45  |
| 19–21 de octubre de 2018    | Skate America 2018           | 8 58.42        | 8 101.03       | 7 159.45  |
| 19–22 de septiembre de 2018 | CS Trofeo Ondrej Nepela 2018 | 4 54.36        | 5 100.25       | 4 154.61  |

| Temporada 2017-2018        |                               |                |                |          |
| Fecha                      | Evento                        | Programa corto | Programa libre | Total    |
| 21–24 de diciembre de 2017 | Campeonato de Rusia 2017-2018 | 3 75.33        | 6 132.28       | 5 207.61 |
| 24–26 de noviembre de 2017 | Skate America de 2017         | 8 63.20        | 4 132.36       | 4 195.56 |
| 10–12 de noviembre de 2017 | Trofeo NHK 2017               | 3 70.04        | 2 140.15       | 3 210.19 |

## Galeria

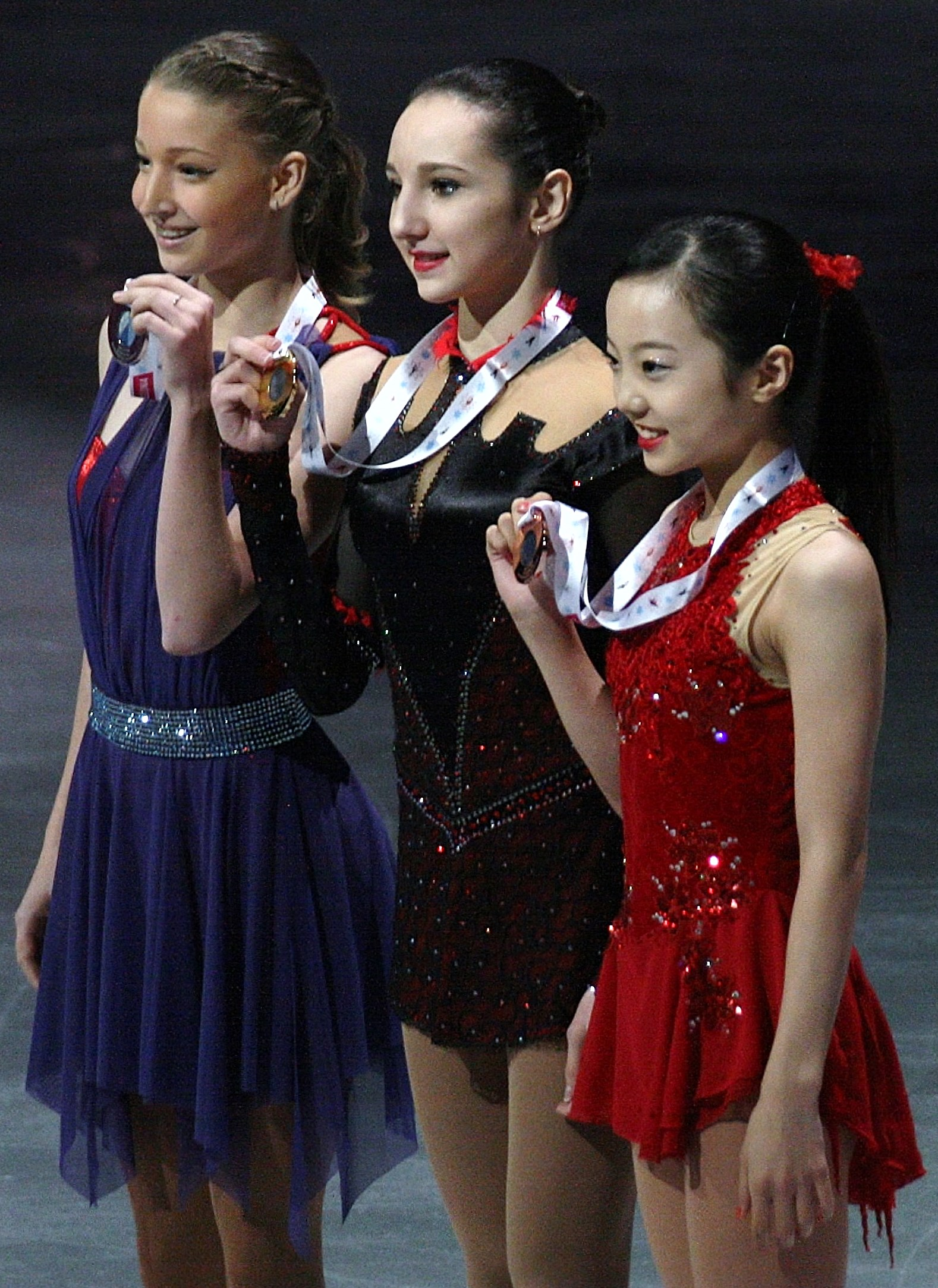
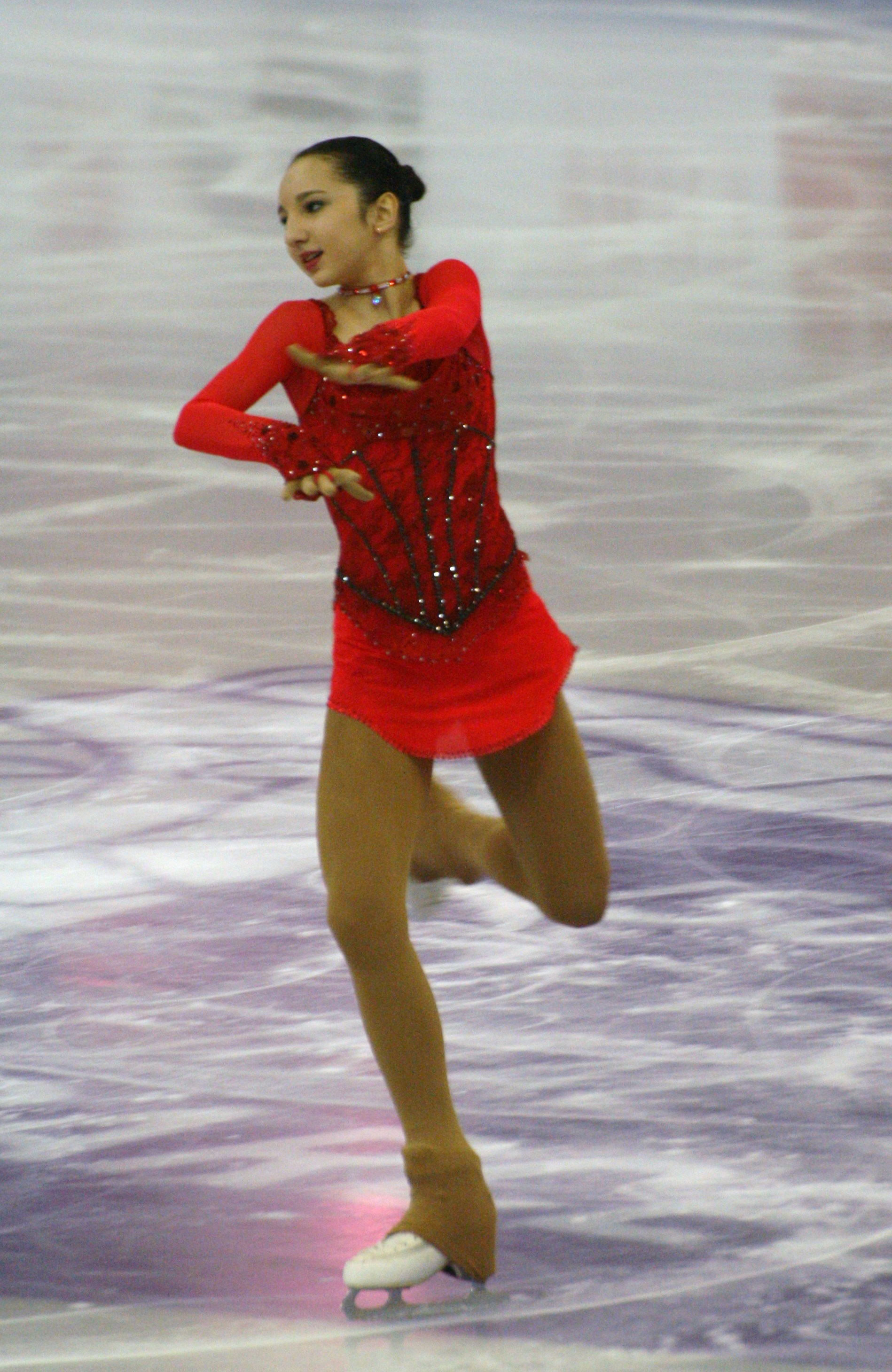
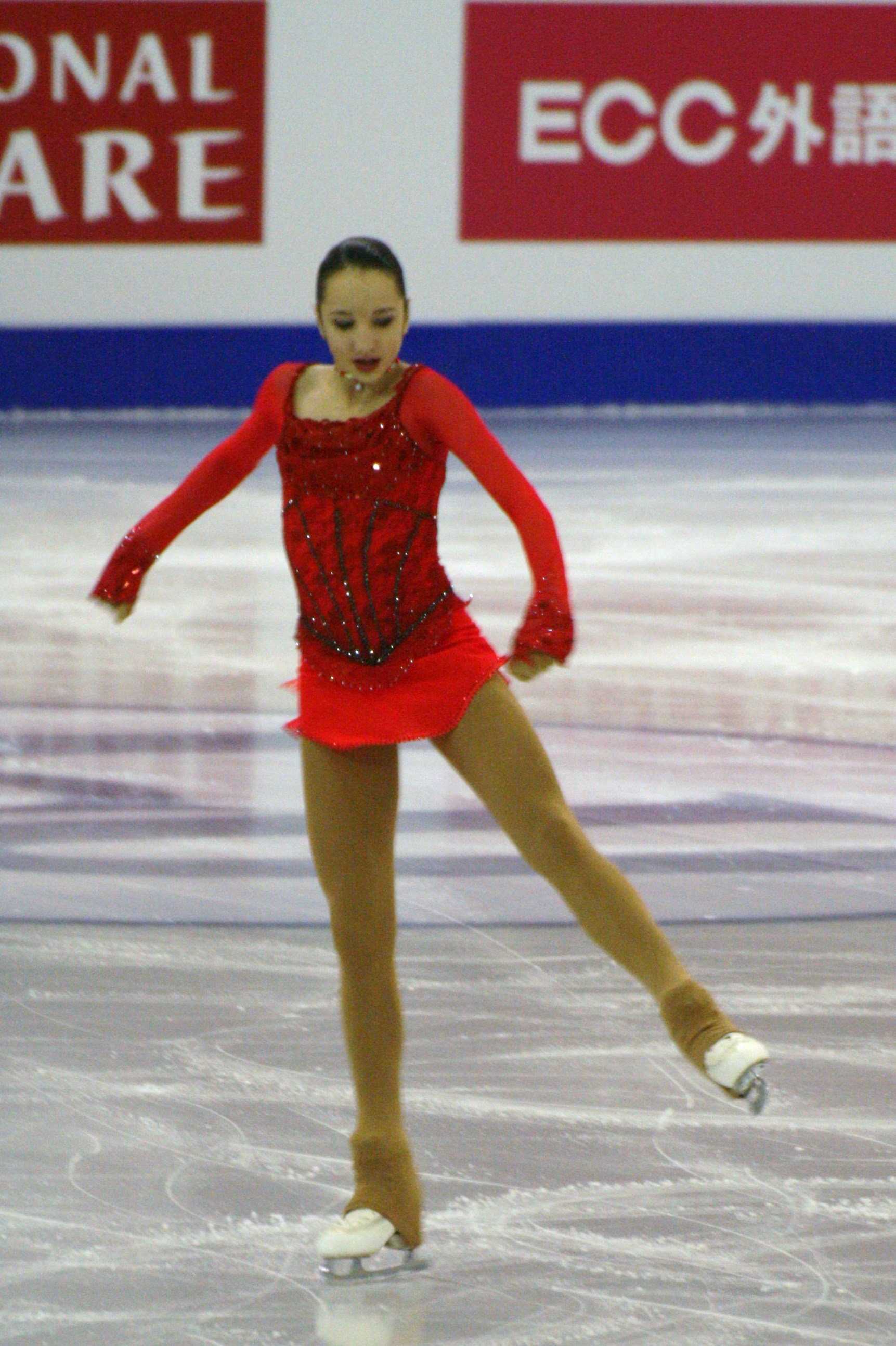
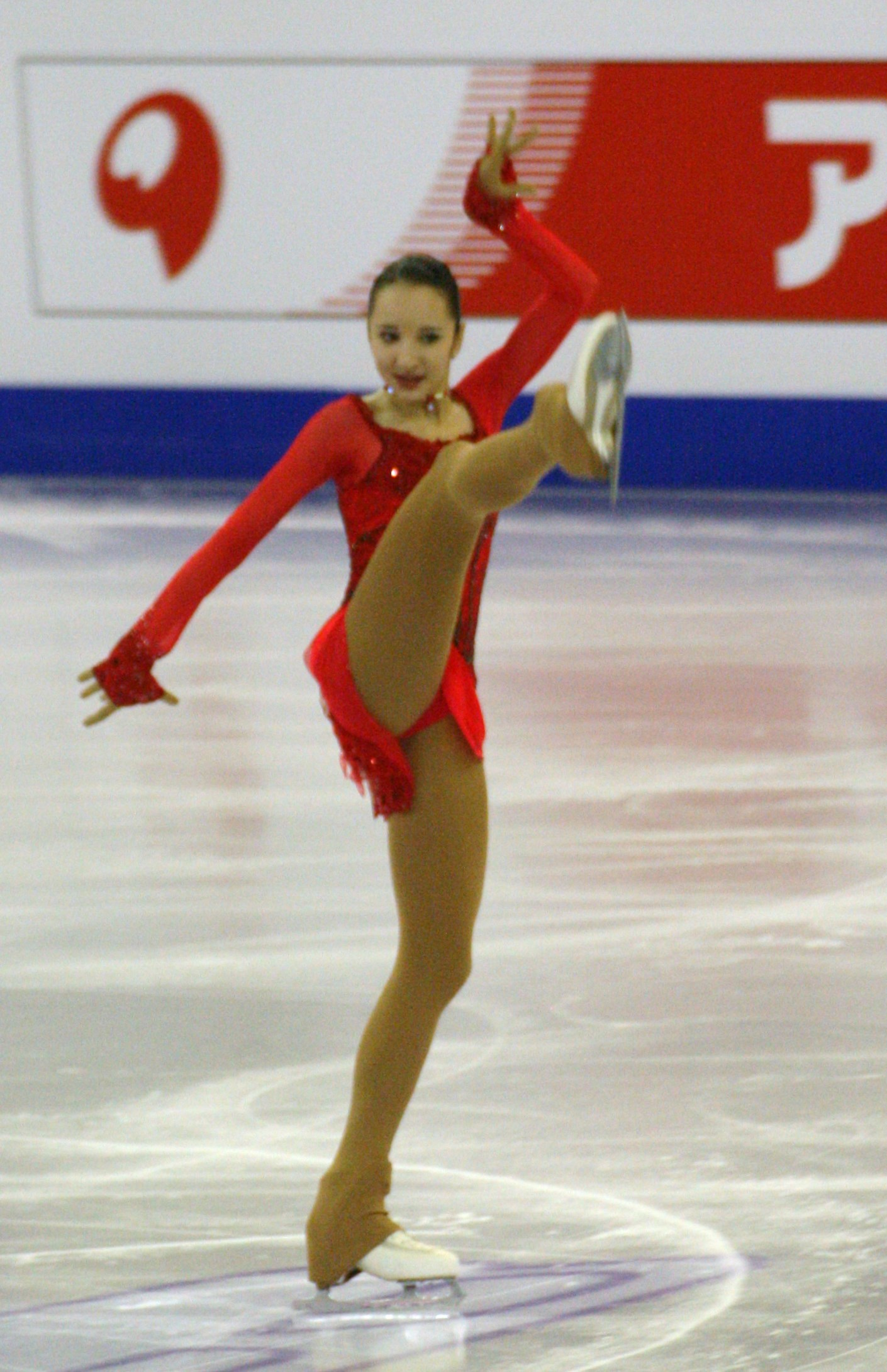
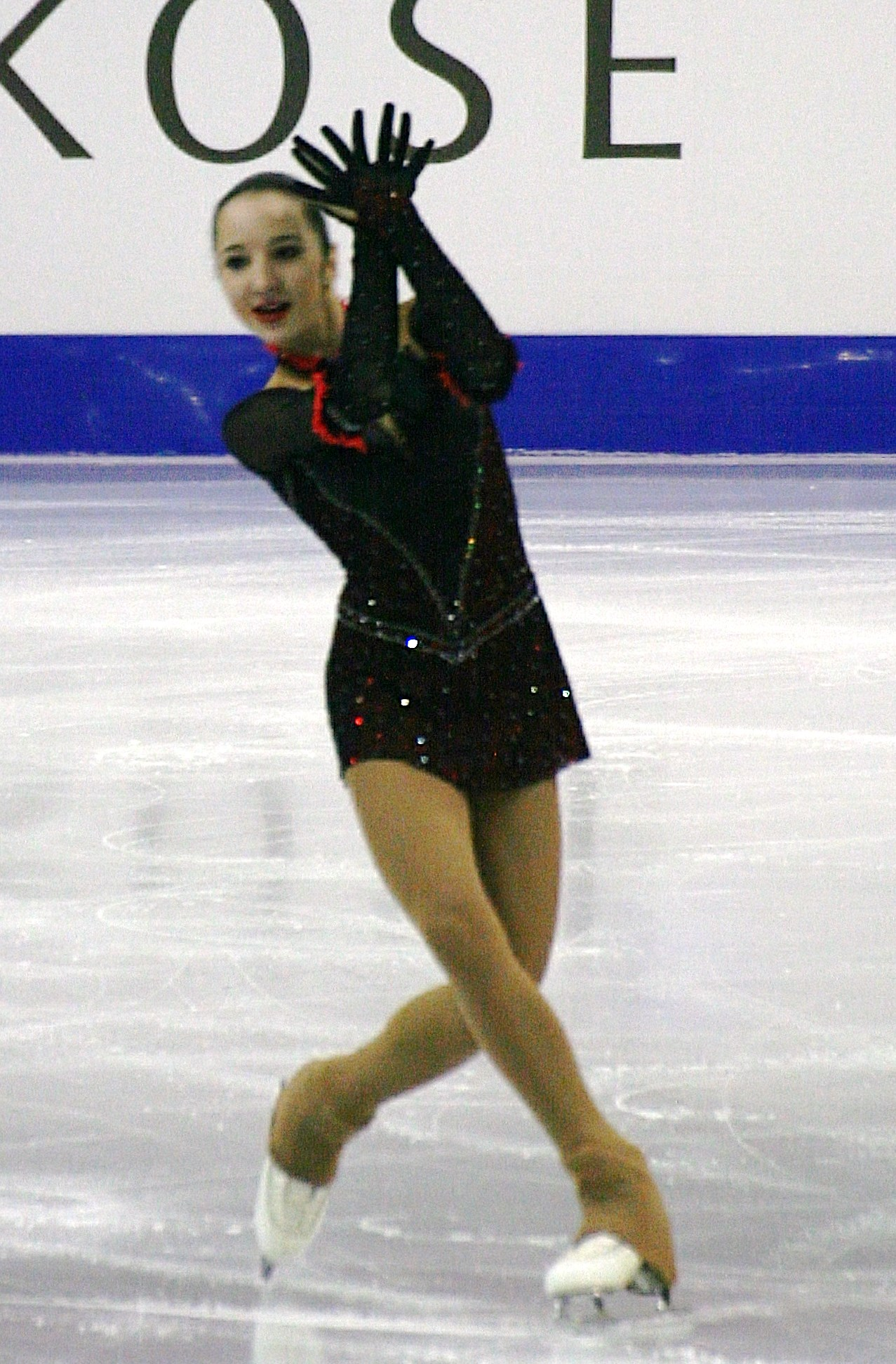
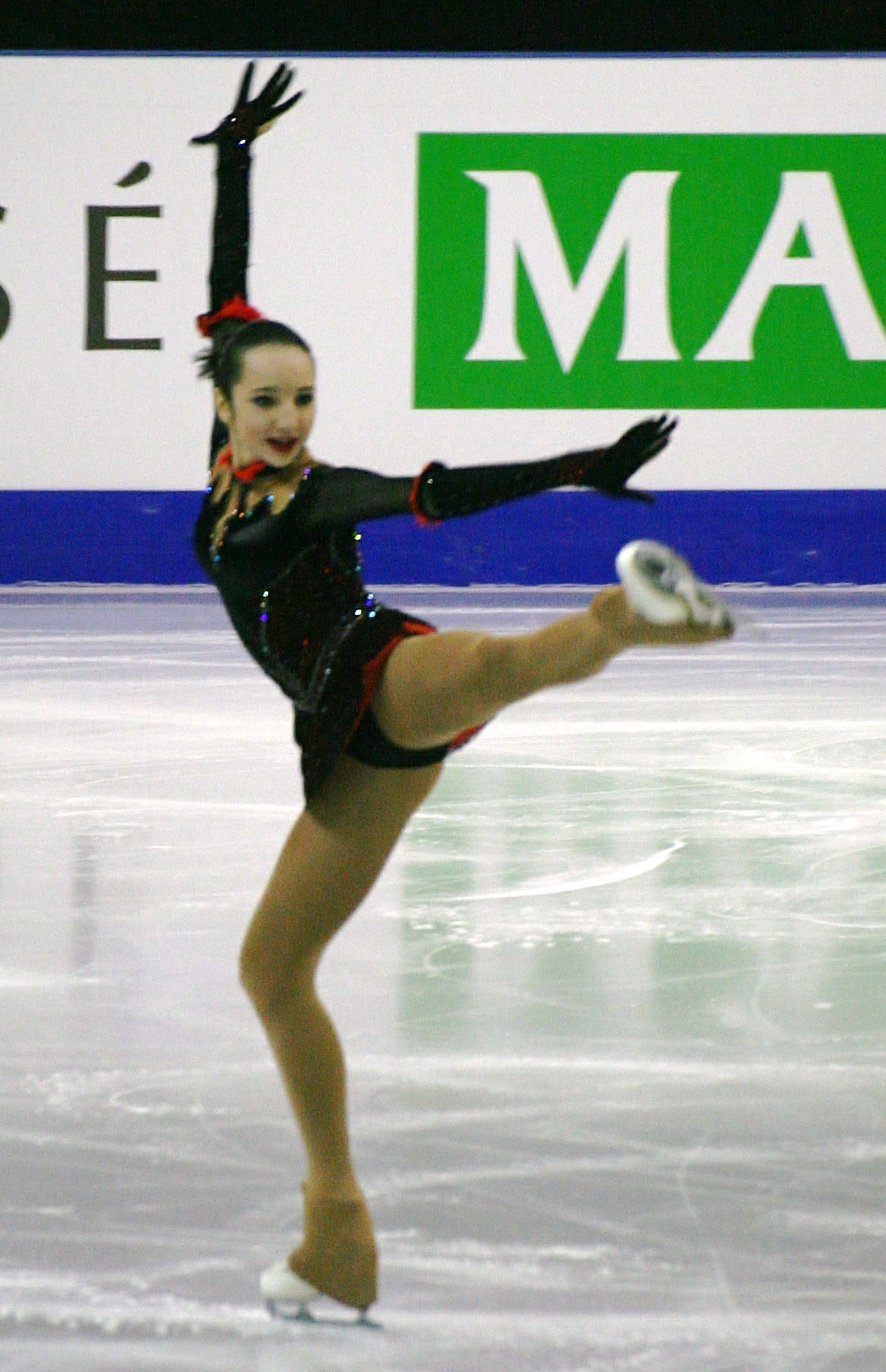
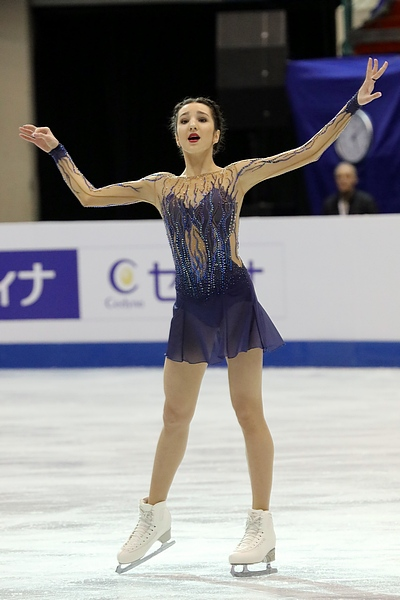
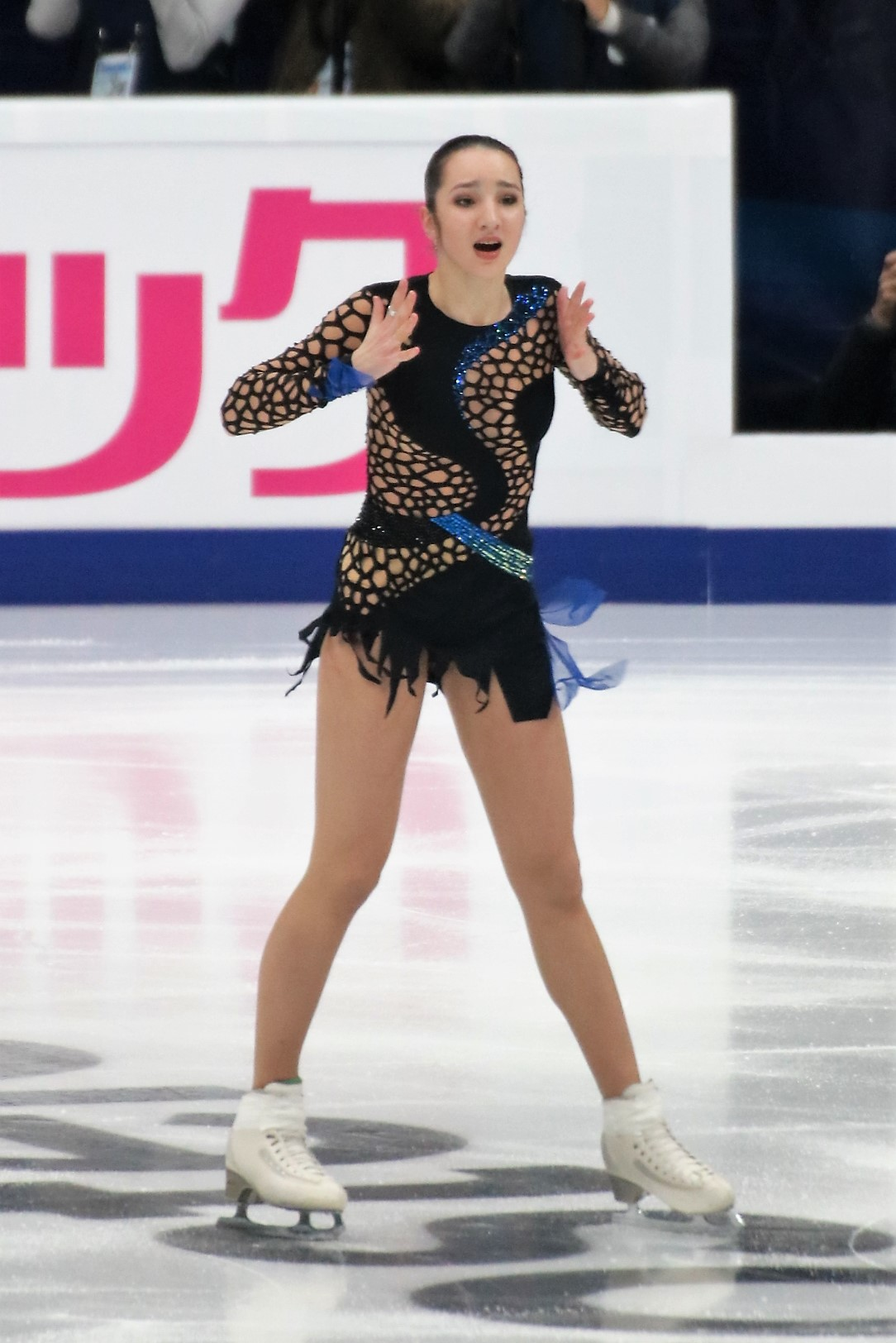
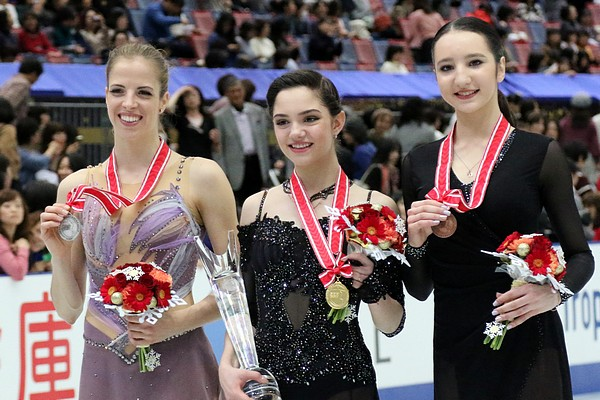
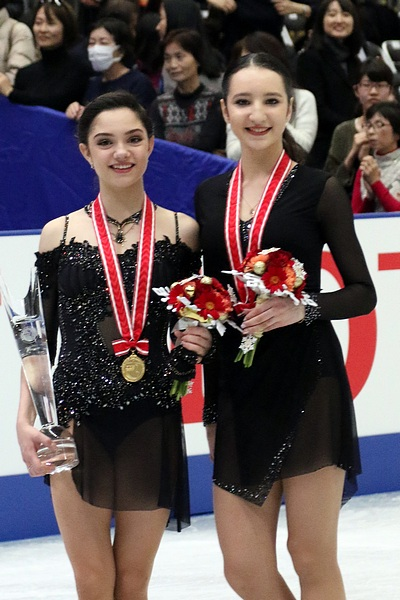
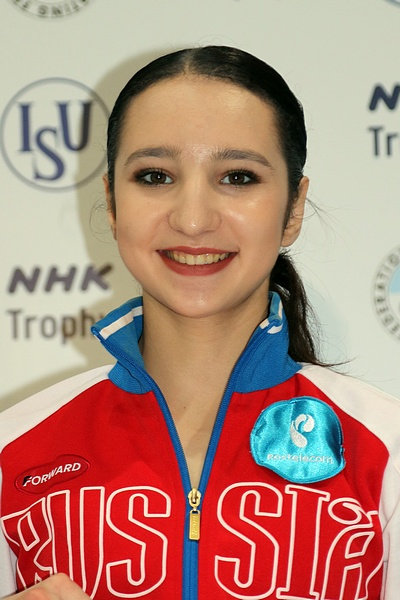
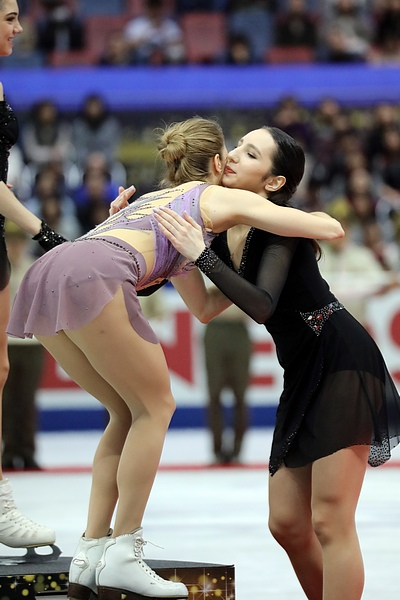